# Шумовка (посёлок, Шумячский район)
Шумовка — посёлок в Шумячском районе Смоленской области России. Входит в состав Озёрного сельского поселения. Население — 74 жителя (2007 год). 
Расположена в юго-западной части области в 3 км к юго-востоку от Шумячей, в 0,1 км севернее автодороги А101 Москва — Варшава («Старая Польская» или «Варшавка»), на берегу реки Шумячка. В 5 км южнее посёлка расположена железнодорожная станция Понятовка на линии Рославль — Кричев.

## История
В годы Великой Отечественной войны посёлок была оккупирована гитлеровскими войсками в августе 1941 года, освобождена в сентябре 1943 года.